# Chiliotrichum
Chiliotrichum er en lille slægt med kun to arter. Den er udbredt i det sydligste af Sydamerika (Argentina og Chile). Arterne er buske med en opret og tæt, stivgrenet vækst. Skuddene er grågrønne, og de bærer spredtstillede, læderagtige og linjeformede blade med hel rand. Begge bledsider er grågrønne. Blomsterne ligner meget små Okseøje-blomster, og de har hvide randkroner og nogle få, gule skivekroner. Frugterne er nødder. Her beskrives kun den ene art, som bliver dyrket i Danmark.
| Beskrevne arter |

- Chiliotrichum diffusum

| Andre arter |

- Chiliotrichum rosmarinifolium

Note
1. ↑  Slægten har ikke noget vedtaget, dansk navn, men den kaldes ofte for "Margueritbusk" i planteskolerne.